# Jacques de Nouvion
Pour les articles homonymes, voir Nouvion (homonymie).
Jacques de Nouvion est un clerc et diplomate français, né à Nouvion-sur-Meuse vers 1372 et mort à Bologne en janvier 1411 (« nouveau style »).

## Biographie
Il étudia à l'Université de Paris ; au collège de Navarre, il fut l'élève de Nicolas de Clamanges. Maître ès arts en 1392, il fut régent dans cette faculté à partir de 1394, et dut commencer des études de théologie en 1393. Il fut recteur de l'Université en 1401. Il arriva à la licence de théologie en mars 1409 (devenant alors magister in sacra pagina). Une lettre de recommandation pour le pape Benoît XIII (pour l'obtention d'un bénéfice) le signale comme particulièrement in morali et naturali philosophia doctus ; Jean de Montreuil, dans une de ses lettres, fait un éloge dithyrambique d'une préface qu'il rédigea pour les Éthiques d'Aristote. Six lettres conservées de Nicolas de Clamanges lui sont adressées, et montrent qu'ils étaient amis intimes. Une autre lettre de Jean de Montreuil présente les trois comme un trio étroitement uni (« cum Johanne Nicolaus et Jacobus idem s[u]nt »), notamment par un goût commun pour les auteurs antiques.
Il apparaît comme secrétaire (rémunéré) du duc d'Orléans, frère du roi, à partir de juin 1403 ; il était spécialement chargé des affaires ecclésiastiques (notamment les lettres de recommandation pour les bénéfices). Entre octobre 1403 et janvier 1404, le duc voyagea avec sa suite jusqu'à Tarascon, où il rencontra le pape Benoît XIII fin décembre, et Jacques de Nouvion l'accompagnait. Vingt-quatre lettres conservées du secrétariat du duc d'Orléans sont assignables à Jacques de Nouvion (vingt portant la signature Ja. de No.) : onze sont adressées au pape, une au roi d'Aragon, une au duc de Savoie ; cinq de ces lettres (dont deux signées d'un prête-nom) ont pour objectif d'obtenir un bénéfice pour lui-même (ce qui, apparemment, n'était toujours pas le cas à sa mort), et on peut y lire qu'il était devenu « secrétaire du roi » en même temps que celui du duc.
La principale mission à laquelle il participa, concernant la résolution du Grand schisme d'Occident, eut lieu en 1407. Le pape de Rome Innocent VII était mort le 6 novembre 1406, et rien ne fut fait pour éviter le 30 novembre l'élection d'un successeur, Grégoire XII, mais ce dernier fit savoir qu'il était disponible pour une négociation. À Paris, des ordonnances datées de février 1407, prévoyant la soustraction d'obédience à Benoît XIII, ne furent pas publiées pour ne pas compromettre les discussions. Une grande ambassade fut constituée pour se rendre auprès des deux papes rivaux : parmi les trente-six ambassadeurs figuraient Simon de Cramaud (patriarche latin d'Alexandrie, chef de mission), Pierre d'Ailly (alors évêque de Cambrai), Pierre de Savoisy (évêque de Beauvais), Pierre Fresnel (évêque de Meaux), les abbés de Saint-Denis, du Mont-Saint-Michel, de Jumièges, de Clairvaux, de Molesme, Jean de Gerson (chancelier de l'Université de Paris), Gilles Deschamps, Guillaume Fillastre, Jean Courtecuisse, Pierre Cauchon, Jean Petit ; le cortège entier représentait environ quatre cents personnes. Jacques de Nouvion fut le principal secrétaire de cette ambassade. L'objectif fixé était d'obtenir la cession des deux papes.
Deux relations anonymes de participants ont été conservées de cette ambassade : l'une d'entre elles, transmise fragmentairement dans les manuscrits Paris. lat. 12544 et 7371, a été utilisée par Michel Pintoin, historiographe officiel du roi Charles VI, dans sa Chronique (où elle constitue l'essentiel des § 15, 16, 17 et 20 du livre XXVIII), et c'est celui-ci qui en nomme incidemment l'auteur, Jacques de Nouvion. 
De la fin mars à la fin avril 1407, les membres de l'ambassade s'acheminèrent en ordre dispersé vers Villeneuve-lès-Avignon ; ils y apprirent qu'à Marseille, le 21 avril, Benoît XIII et les envoyés de Grégoire XII s'étaient mis d'accord sur la procédure préliminaire de la cession. Les ambassadeurs se rendirent ensuite à Aix-en-Provence où ils préparèrent leur rencontre avec Benoît XIII. Les entrevues et les conférences avec celui-ci et ses cardinaux se succédèrent du 9 au 19 mai ; après des moments d'attendrissement, l'ambiance finit par se tendre, car le vieux pontife obstiné ne voulait souscrire à aucun engagement écrit. Le 21 mai, les ambassadeurs, s'étant retirés de Marseille, se réunirent à nouveau à Aix. Fallait-il révéler l'existence des ordonnances de soustraction d'obédience? Pierre d'Ailly et Jean de Gerson, notamment, s'y opposèrent, et dans la consultation rédigée en ce sens (sans doute par Jacques de Nouvion lui-même, dont l'employeur, le duc d'Orléans, avait toujours été plein d'égards pour Benoît XIII), on lit qu'une soustraction d'obédience, dans les circonstances du moment, créerait de graves divisions en France et n'aurait aucun effet d'entraînement sur les autres royaumes.
C'est ensuite que commencent les fragments conservés directement du journal d'ambassade de Jacques de Nouvion. À Gênes, le cortège se divisa en deux : neuf ambassadeurs prirent les devants par voie de terre (l'abbé de Jumièges, Simon du Bosc, Guillaume de Boisratier, alors maître des requêtes de l'hôtel du roi, Jean Courtecuisse, Jean Guiot, Eustache de Fauquembergue, Arnold Uitwiic, Jean François, Jean de Rinel et Jacques de Nouvion). Ce groupe se scinda encore en deux (sans doute à cause d'une peste sur le territoire de Lucques), puis fut réuni à Florence, où il resta deux jours et où lui fut servi un splendide banquet. Ensuite, par Sienne, on gagna Viterbe, où attendaient les cardinaux Giordano Orsini et Jean Gilles, qui les avertirent que Grégoire XII était très indécis.
Le 4 juillet, les neuf ambassadeurs entraient dans Rome. Ils furent reçus le 6 par le pape entouré de cardinaux, et purent constater que l'affaire se présentait mal, que Grégoire XII se préparait à soulever de multiples difficultés. Le gros de l'ambassade, avec le chef de mission Simon de Cramaud, arriva de Gênes par mer le 16 juillet. Jusqu'aux premiers jours d'août, les discours succédèrent aux discours. Le pape discutait tout minutieusement, y compris les conditions du voyage jusqu'à Savone où devait se tenir la conférence entre les deux rivaux. Le ton s'aigrissait de jour en jour : Grégoire XII protestant à un moment qu'il était le vrai pape, « Non fatemur » répliqua sèchement Simon de Cramaud ; un chevalier de l'ambassade s'emporta jusqu'à lancer qu'il fallait brûler tous ces papes chicaneurs. Le 27 juillet, le pape convoqua dans sa chambre pour le lendemain six ambassadeurs seulement : Pierre d'Ailly, Pierre de Savoisy, Jean de Gerson, les abbés de Jumièges (Simon du Bosc) et de Molesme (Barthélemy de Mâcon), et Jacques de Nouvion. Celui-ci était convoqué avec des personnages bien plus importants que lui, parce que Grégoire XII voulait soulever une nouvelle chicane qui le visait : il contestait un passage d'une lettre de l'ambassade (rédigée par le secrétaire), où il était écrit que la cession devait se faire « sine tractatu preparationum » (« sans discussion préparatoire »), à quoi on répondit qu'il s'agissait d'un lapsus, qu'il fallait lire « sine tractu preparationum » (« sans préparatifs s'étirant en longueur »). 
Le 29 juillet, Grégoire XII fit annoncer qu'il donnerait sa réponse définitive le lendemain ; espérant encore quelques concessions, Simon de Cramaud fit répondre qu'on pouvait attendre jusqu'au 31. C'est alors que la division dans l'ambassade, déjà manifeste à Aix, resurgit : Pierre d'Ailly, Jean de Gerson et Jacques de Nouvion (représentant le duc d'Orléans) rédigèrent une protestation contre ce nouveau délai : il était inutile de perdre son temps à négocier avec des gens qui ne cherchaient qu'à tirer les choses en longueur, il fallait partir en ayant mis clairement les choses au point. Les protestataires durent quitter Rome aussitôt après pour gagner Gênes, bientôt imités par les autres membres de l'ambassade. Grégoire XII lui-même se rendait à Viterbe le 9 août.
Le 21 août, à Gênes, l'ambassade chargea Jacques de Nouvion de rédiger une lettre à l'attention de Grégoire XII pour présenter le bilan qu'elle tirait des discussions menées, et pour l'inciter à avoir toute confiance dans les engagements pris pour remplir sa promesse et venir à Savone. On ne sait ensuite comment le secrétaire regagna Paris : rien ne permet de supposer qu'il ait accompagné Simon de Cramaud dans sa nouvelle entrevue avec Benoît XIII sur l'Île Saint-Honorat. Il rentra plutôt directement pour faire son rapport au duc d'Orléans. Dans sa Justification du duc de Bourgogne (après l'assassinat de Louis d'Orléans le 23 novembre suivant), le cordelier Jean Petit, membre lui aussi de l'ambassade, accuse Jacques de Nouvion d'avoir été un agent du duc « pour empeschier l'union de nostre dicte mere saincte Eglise ».
En août 1409, le secrétaire fut convoqué à Blois par le nouveau duc Charles d'Orléans (il fit si grande diligence qu'il tua son cheval, qu'on lui remboursa) : il devait aller transmettre ses félicitations au nouveau pape Alexandre V, élu le 26 juin précédent par le concile de Pise. De retour en France, il fut chargé le 10 décembre d'aller derechef « a court de Rome » (avec Nicolas Le Dur, Rimeux de Besonx et Jean Manequin, trois autres serviteurs du duc) remettre au nouveau pontife le « role de Monseigneur » (c'est-à-dire la liste de ceux pour lesquels il sollicitait des bénéfices). En fait de « court de Rome », Alexandre V séjournait alors à Prato, en Toscane. On sait que Jacques de Nouvion mourut début 1411 à Bologne (la nation française de l'Université de Paris fit célébrer ses obsèques le 28 février). C'est dans cette ville qu'Alexandre V avait fini par s'installer début 1410 (il y mourut dans la nuit du 3 au 4 mai), et que son successeur Jean XXIII vécut jusqu'au printemps 1411. Soit il avait trouvé un emploi dans cette cour pontificale, soit il était à Bologne pour des études de droit canon. Nicolas de Clamanges fut bouleversé par cette mort prématurée (moins de quarante ans), ainsi qu'il l'exprima dans une lettre, une élégie et deux épitaphes.